# Citadellstraße 17

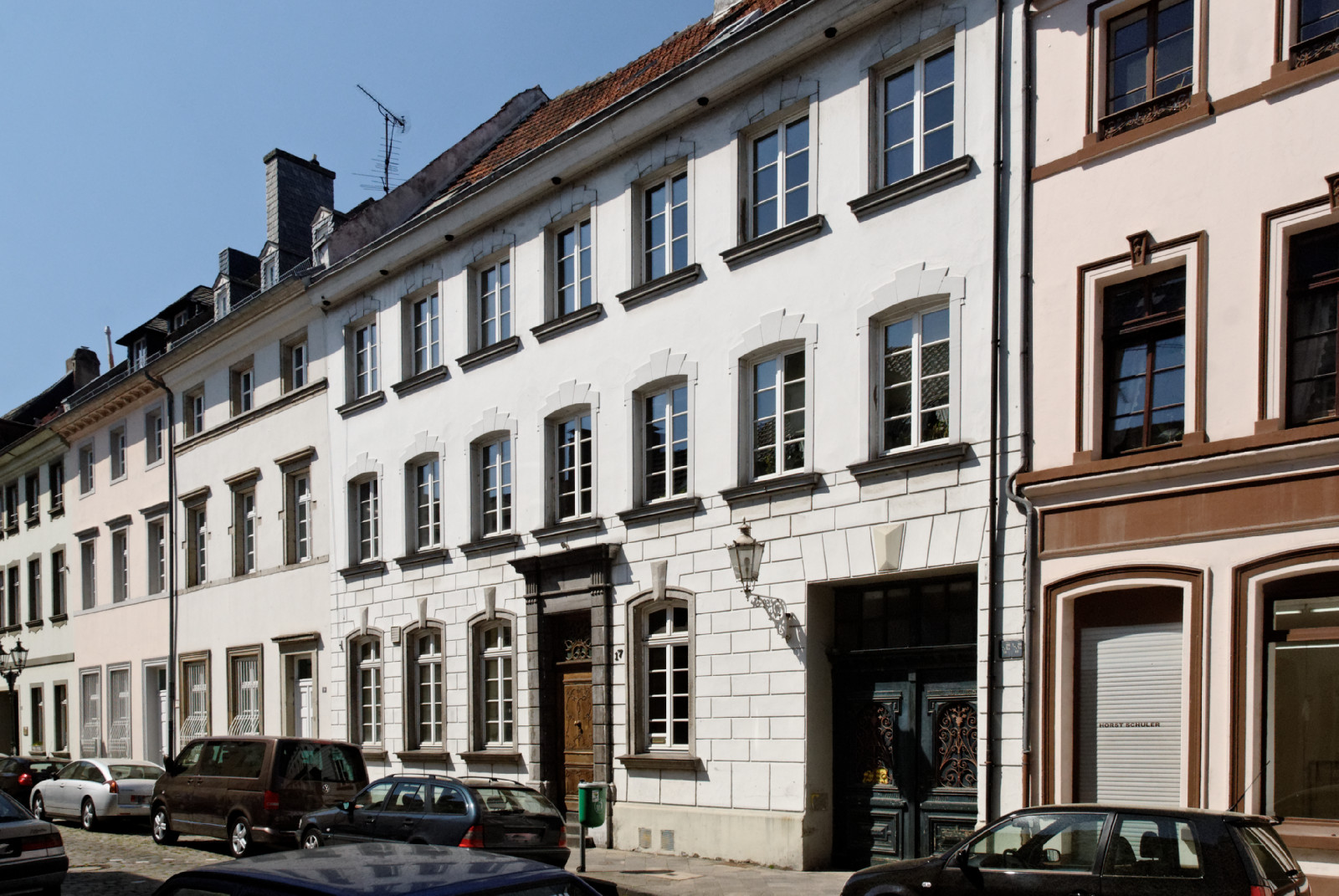
Gebäude Citadellstraße 17

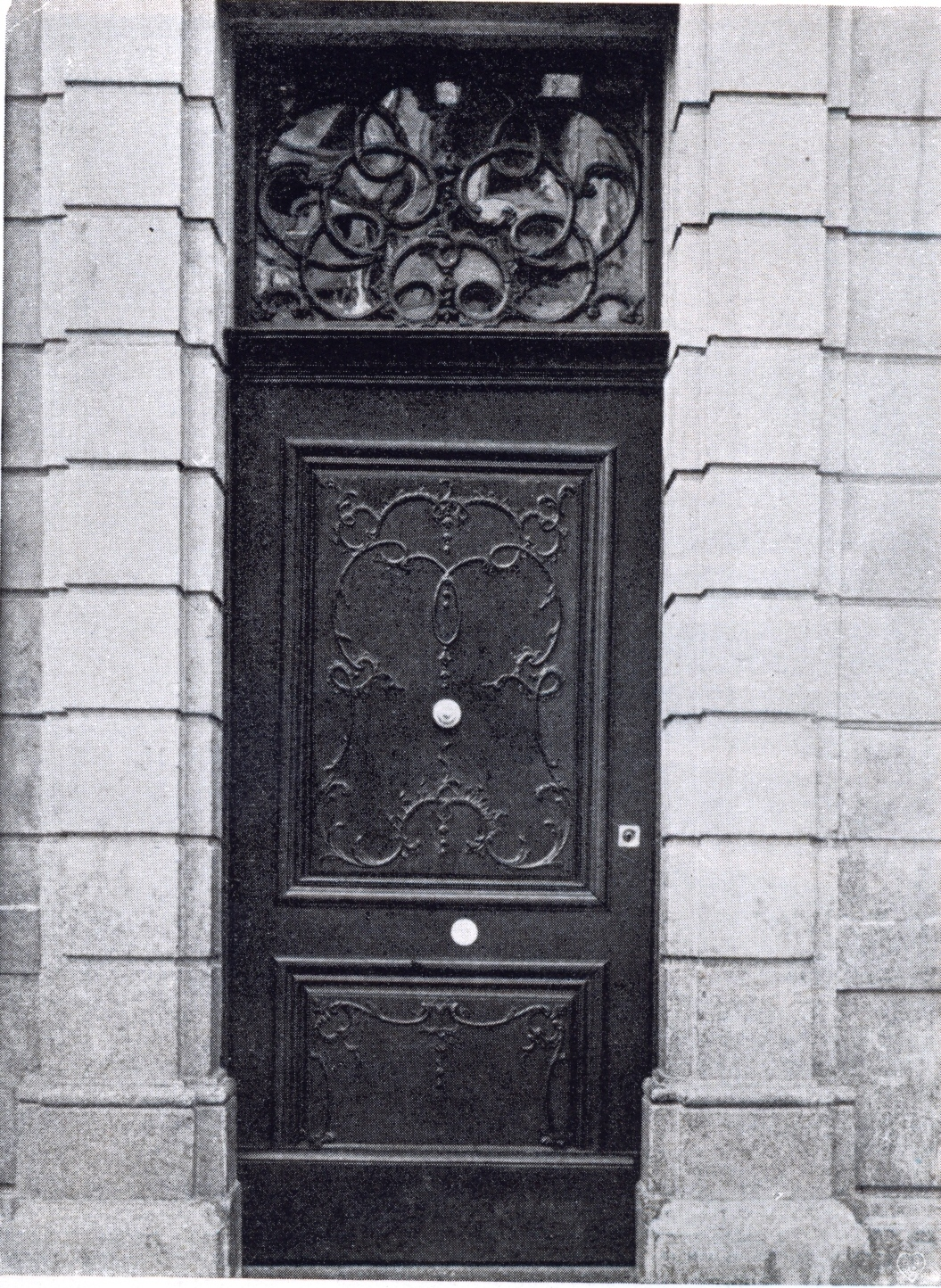
Der Türeingang von Citadellstraße 17

Das Haus Citadellstraße 17 in Düsseldorf ist ein denkmalgeschütztes Gebäude.

## Geschichte
Heimeshoff datiert das Baujahr auf das Ende des 17. Jahrhunderts. 1927 wurde das Haus teilweise umgebaut, die Kellerdecke wurde teilweise erneuert. Die Durchfahrt dabei neu angelegt. 1969 wurde das Haus erneut modernisiert. Dabei wurde die Haupttreppe erneuert.

## Beschreibung
Jörg Heimeshoff beschreibt das dreigeschossige Haus mit zwei Hofflügeln. Die Schaufassade ist sieben Achsen breit. Der Eingang befindet sich in der Mittelachse, hat eine Werksteineinfassung und wird durch ein Gebälk betont. Die Haustür mit Oberlicht stammt aus der Bauzeit des Hauses.
Paul Sültenfuß und Josef Kleesattel würdigen die Haustür mit Einrahmung und Oberlicht. Eine Besonderheit der niederrheinischen Baukunst bestand darin die Bauplastik mit Backsteinmaterial zu reduzieren. So wurde die Bauplastik auf die Mittelachse – Haustür mit Einrahmung und Oberlicht – beschränkt.

„Es war alte niederrheinische Ueberlieferung und zwar, wie wir bereits erfuhren aus dem material des Backsteins heraus, malerischen Schmuck nur sparsam über die Fassade zu verteilen, meist nur der Haustür, ihrem Oberlicht und ihrer Einrahmung reichere Gestaltungzu schenken. […] Citadellstr. 17 zeigt vielleicht den schönsten Entwurf dieser Haustüren (Abb. 126): Türfüllung wie Oberlicht ein leichtes Geschnörkel- und Muschelwerk […] “